# Michaël Dufour
Michaël Dufour, né le 14 février 1972, est un comédien et humoriste belge.
Il est connu en France et en Belgique pour être l'auteur et l'interprète de la comédie "Faites l'amour avec un Belge ! ". La comédie la plus jouée au Festival OFF d'Avignon depuis sa création. Il a interprété plusieurs one-man-show et  de nombreuses pièce de Théâtre.
En télévision et en radio il  a animé des émissions en prime time et des séquences  humoristiques. Très actif dans le monde du spectacle  il produit, écrit et met en scène de nombreuses comédies.

## Biographie
Michaël Dufour a commencé sa carrière en tant que chauffeur de salle sur les chaînes belges RTL-TVI et RTBF) mais aussi françaises (France 3, France 2 et TF1).
EN 1996 il devient chroniqueur pour l'émission radio  "La bande de contact"  avec Renaud Ruten, Mike, Eric Thomas, Marc Herman, Momo, Richard Ruben ...
En 1997-1999  il fait ses premiers pas en télévision dans une chronique pour la télévision ( M6 et RTL)  " Le client en Or "
En 1998 il anime tout l'été le célèbre jeux "Ferra ferra pas ! " RTL-TVI
Septembre 1998 Il a interpréte  son  one-man-show : On ne vit qu'une fois
En 1999, il devient co-animateur aux côtés de Charlotte Gomez et Alil Vardar, dans l'émission "J’en ris encore" sur RTL TVI, première télévision belge.
Il poursuit sa carrière en devenant auteur de caméras cachées intitulées "Just Kidding" pour une société de production de programmes de télévision (Keynews Télévision), avec l'humoriste belge François Damien.
En 2000 il anime une émission d'humour sur Joker  FM.
En 2001, il produit pour la télévision ses propres pastilles d’humour, Les Défis de Michaël Dufour, RTL-TVI.
En 2001  Il présente son one man show "Il a marché sur l'eau mais pas lomgtemps " 
En 2002, il crée et devient créatif pour la boite  de production  audiovisuel Kenovell.
En 2023 il intègre l'équipe de l'émission du Kadox sur France 3 
En 2004, il se fait connaître en réalisant des canulars sous le nom d'un personnage: Le Roi des Défis. Son plus grand exploit est de s'être introduit au Sénat de Belgique pour chanter la comptine Un petit canard au bord de l'eau devant l'assemblée.
En 2005  pour en tant que réalisateur, il réalise des films d'entreprises humoristique et des documentaires ( Plan - Bangladesh) , Las Vegas (Le Paris les coulisses)  et des films de télé achats. M6
En 2009, il écrit la comédie culte "Faites l'amour avec un belge",,
EN 2009 pour la promo de sa comédie il réalise le tour de Belgique " nu " dans un lit 
En juillet 2010, il est sélectionné pour présenter la version belge de l'émission Le Juste Prix sur RTL TVI .
EN 2010 pour la promo de sa comédie (Faites l'amour avec un belge ) il crée le buzz avec son son lit, au coeur de Paris en face de la tour Eiffel et réalise le tour de France  " nu " dans un lit 
2011- Il devient chroniqueur radio pour Radio Contact en Belgique. Les défis du Good Morning,,
En 2014  ll devient le directeur artistique des "Jolies productions". Une plateforme de production et de diffusion de spectacles. (Belgique,Suisse, France)
En 2015 il produit Les Apéros de l'Humour - concept d'une émission de télévision développé au théâtre.
En 2016 il  devient directeur artistique du Théâtre de l'Observance pour le Festival Off d'Avignon
En 2018, il fait une apparition dans la série télévisée Scènes de ménages.
En 2019 Il écrit un spectacle humoristique destiné au jeune public intitulé "La Machine des enfants." 
EN 2020 - Pendant la pandémie de Covid-19, il crée le concept de théâtre à domicile Cour et Jardin,. Ce concept propose de jouer une pièce de théâtre  chez les gens mais à l'extérieur, dans la cour ou dans le jardin, devant une baie vitrée ou une fenêtre. Cela permet de respecter les gestes barrières imposées par le gouvernement.
Il crée aussi le Théâtre-Maton - des mini-spectacles joués derrière la vitre d'un photomaton.
En 2022 Il est co-auteur et comédien pour la pièce de théâtre Le coup de pelle,,,,
Michaël Dufour est également metteur en scène. Il a mis en scène entre autres l'humoriste Jovany ou encore Florence Cortot. Il est aussi metteur en scène de pièces de théâtre : Les parents viennent de Mars, les enfants du McDo, Le Journal de Brigitte Jaune, Le mariage nuit gravement à la santé, Gainsbourg avant Gainsbourg (Paris-Avignon). Un putain de conte de fée (Comédien Jacques van den Biggelaar). Le Petit Chaperon Rouge

## Théâtre
- Alibaba et les 40 voleurs
- L'alarme fatale
- Faites l'amour avec un belge ![29],[30]
- Les parents viennent de mars les enfants du Mcdo[31],[32]
- Le mariage nuit gravement à la santé
- Les apéros de l'humour
- Le journal de Brigitte Jaune
- Le coup de pelle

## One man shows
- Touché-coulé
- Chaud les glaçons
- On ne vit qu'une fois
- Il a marché sur l'eau mais pas longtemps[33]

## Télévisions
- Le client en or (M6-RTL)
- Fera fera pas (RTL)
- Just Kiding (Neynews)
- J'en ris encore (RTL)
- Cà alors (RTL)
- Signé Taloche (RTBF)
- Le Cadox (RTBF)
- Le juste prix [34],[35](RTL-TVI)
- Face à Face (RTL-TVI)
- Le Dan Late Show (RTBF)
- L'académie des neufs[36] (RTBF)
- Puis je vous embrasser (RTL-TVI)
- Scène de ménage (M6-France 2)

## Radios
- Face B - Riva FM
- La bande de contact - Radio contact
- L'equipe -  Joker FM
- Le good Morning (Radio contact)[37]
- Chroniques - Vivacité
- La récrée de midi - Vivacité